# Gabriela Waldert
Gabriela Waldert (též Gabriele Waldert či Gabriela Waldertová, 4. října 1902, Praha – 10. března 1991, Vídeň) byla významná česko-rakouská sochařka, žačka Jana Štursy.

## Život
Gabriela Waldert se narodila v Praze 4. října 1902 (nebo 1905) jako prostřední ze tří dcer v rodině advokáta JUDr. Franze Walderta a jeho manželky Marianne, rozené baronky Zdekauerové. Oba její dědečkové byli bankéři a zemřeli před jejím narozením: Anton Waldert (†1892) působil ve Vídni a byl také politikem. Dědeček Karl von Zdekauer (1847-1898) byl vicepresidentem pražské Eskomptní banky a radou ředitelství Böhmische Sparkasse (České spořitelny).
Vystudovala gymnázium a roku 1921 se přihlásila do sochařského ateliéru na Akademii výtvarných umění, kde se stala studentkou významného sochaře Jana Štursy. Po dokončení školy byla pravděpodobně jen na studijní stáži na Akademii výtvarných umění ve Vídni, mezi absolventy tam evidována není. 
V roce 1928 patřila mezi zakládající členy Prager Secession, sdružení německých umělců v Československu, s nimiž pravidelně vystavovala. 
Mezi lety 1930–1945 žila v Radechově č. 10, kde vytvořila mnoho svých děl a odkud se po druhé světové válce musela odstěhovat do Augsburgu. Její matka byla perzekvována pro svůj židovský původ, ale sochařka se sestrou Alicí ve venkovském ústraní válku přečkaly. V roce 1945 byl majetek obou sester včetně obrazů zkonfiskován za jejich aktivní spolupráci s nacisty a byly vysídleny. Obrazy získalo do sbírek Národní muzeum v Praze.  Gabriela přesídlila v roce 1949 do Vídně,  kde v roce 1987 oslavila své 85. narozeniny a pravděpodobně v roce 1991 zemřela.[zdroj⁠?!]

## Galerie

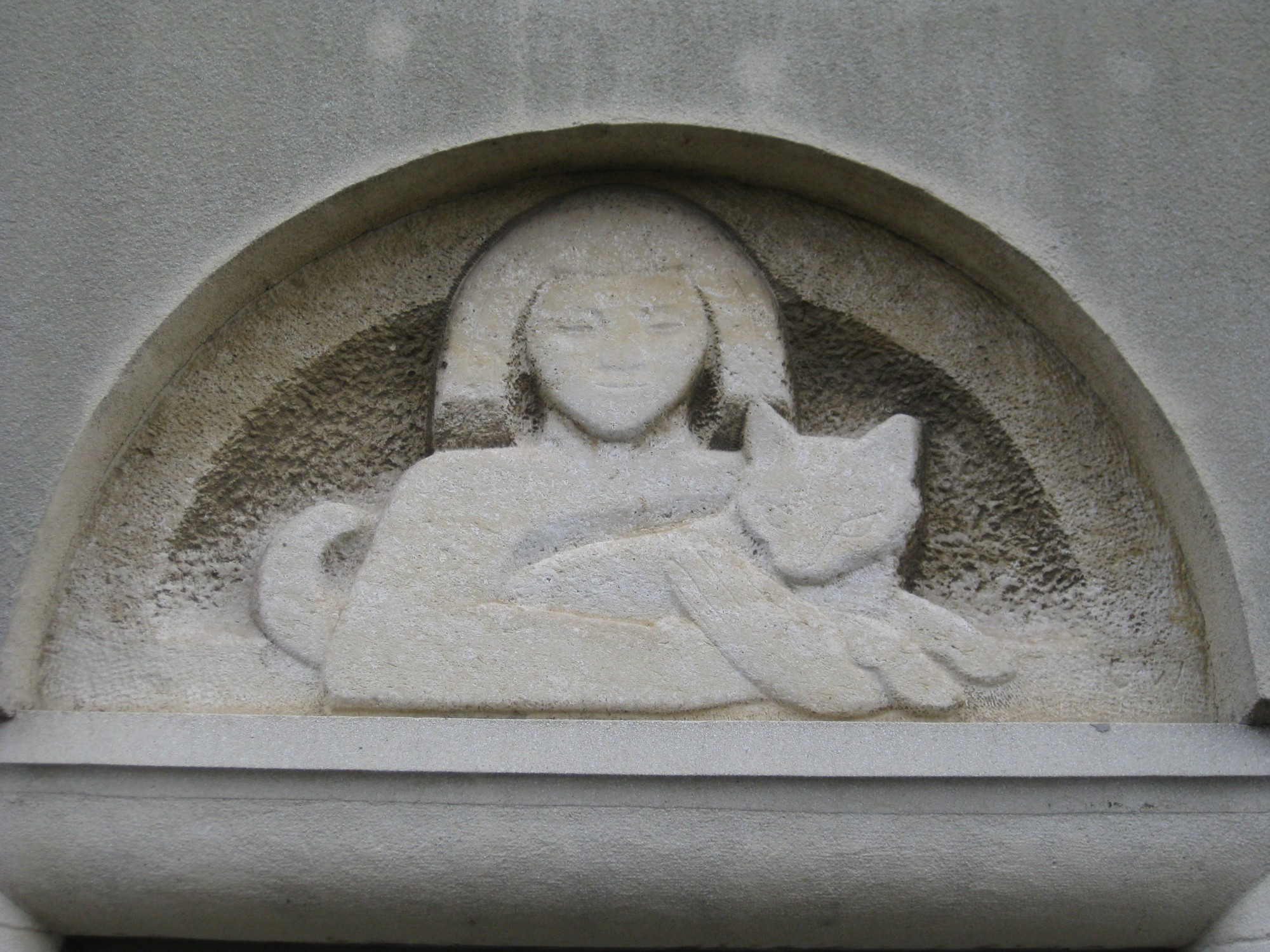
Supraporta Dívka s kočkou, Laxenburger Straße 140–142 Stg. 2, Vídeň
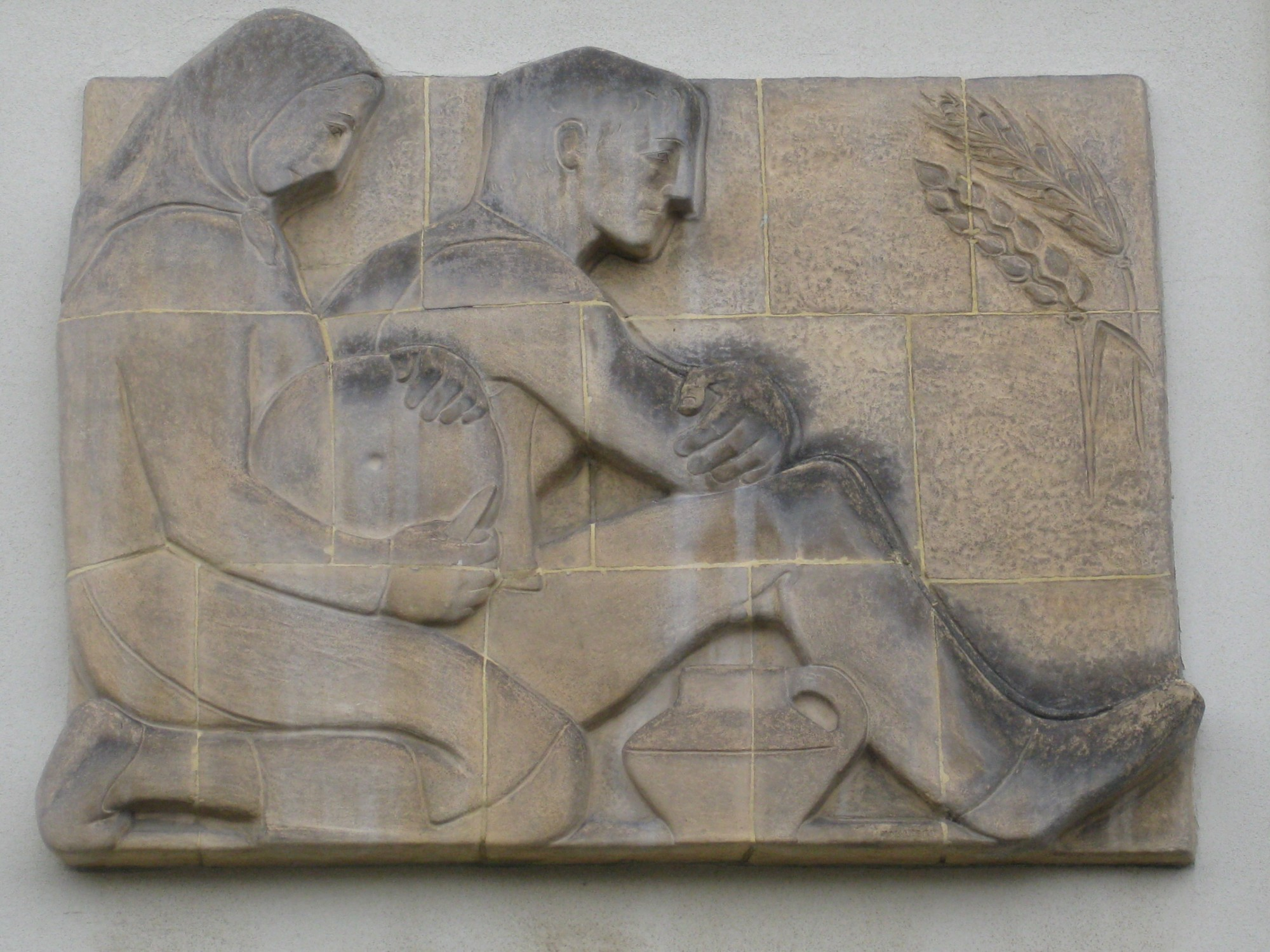
Nástěnný reliéf Scéna o žních (1957), Gemeindeberggasse 18, Vídeň-Hietzing
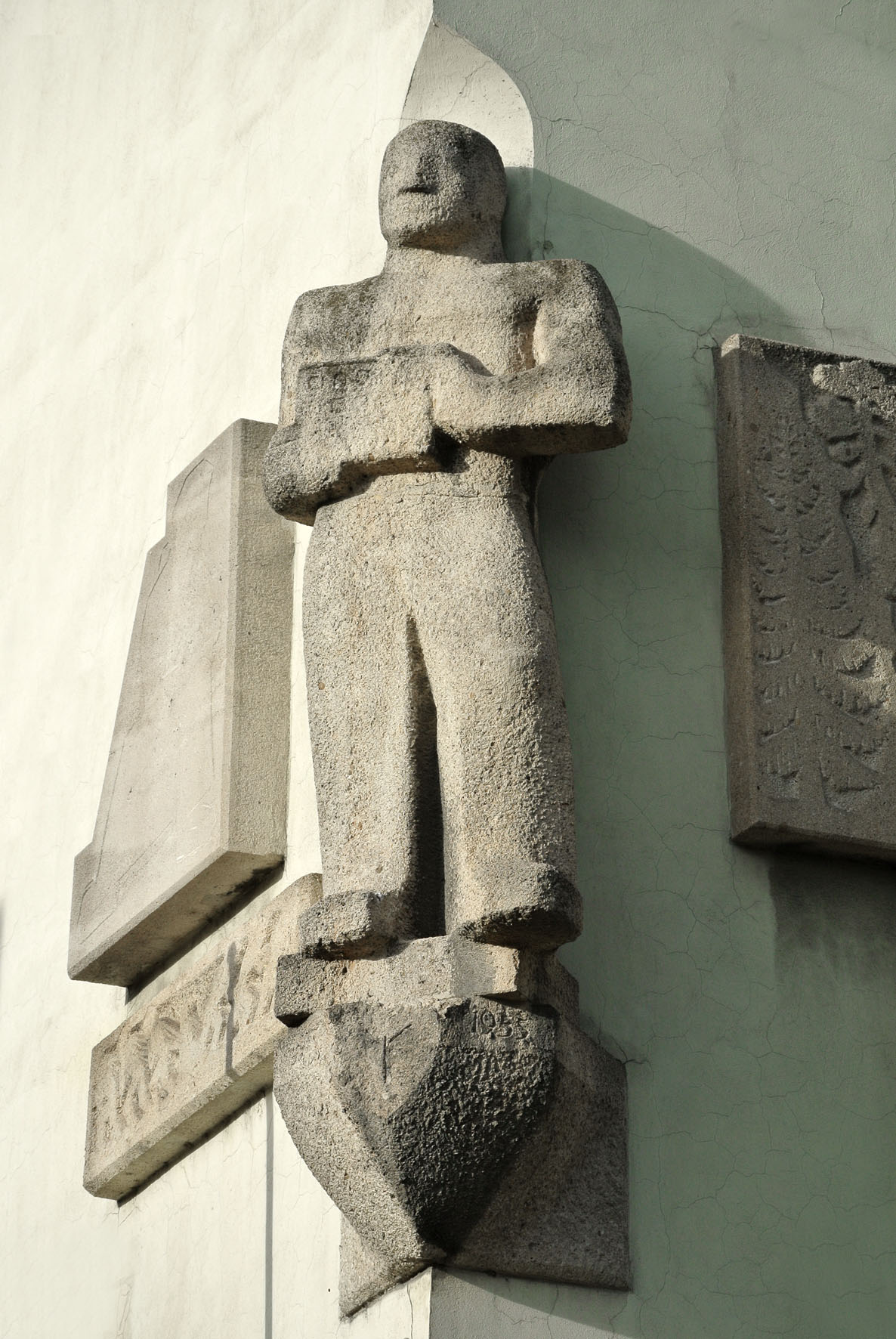
Rakouský dělník uprostřed svého života (1955), roh Obere Donaustraße 45b a Untere Augartenstraße 1–3, Vídeň
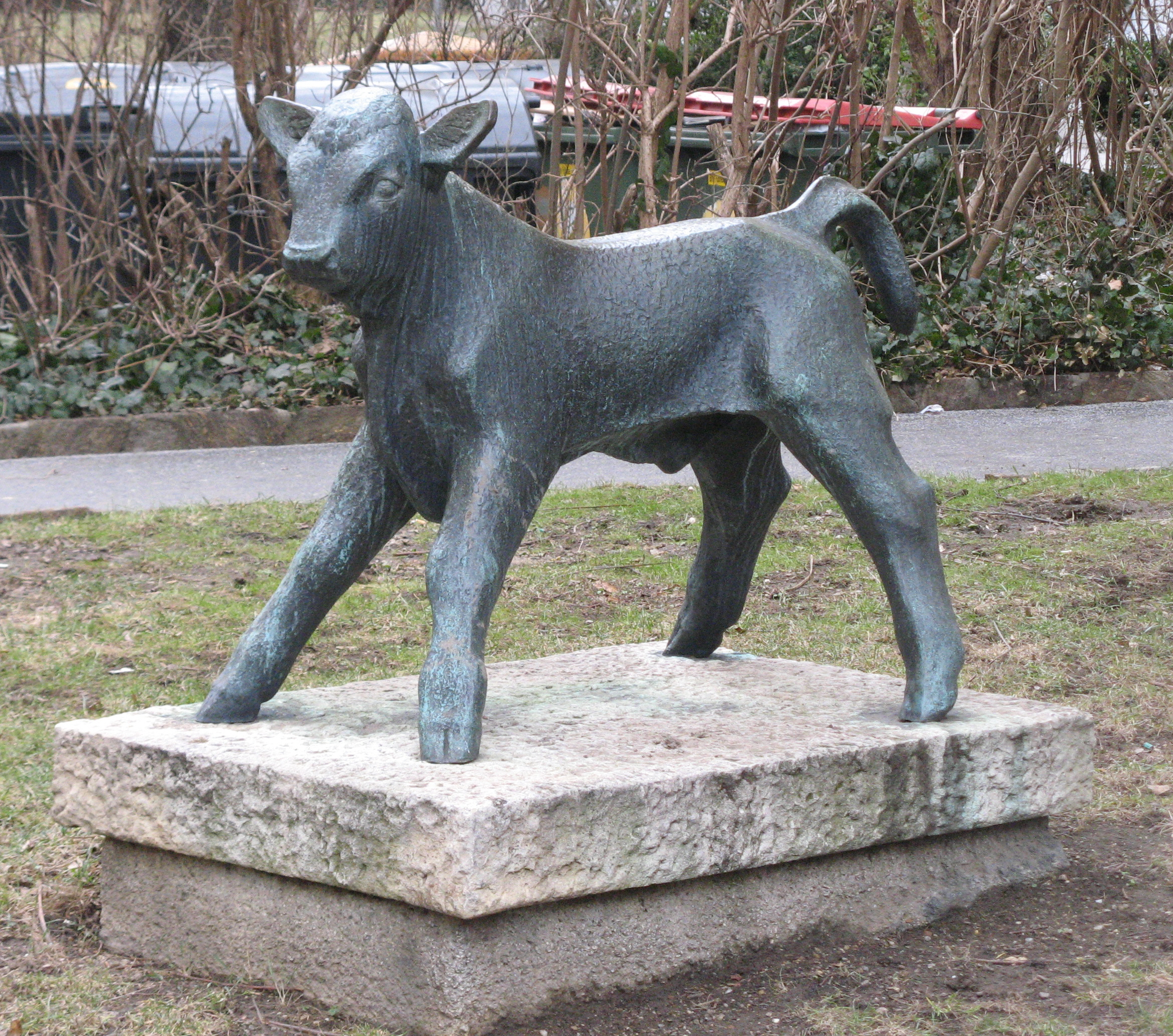
Kalb (1959), Laxenburger Straße 28a, Vídeň
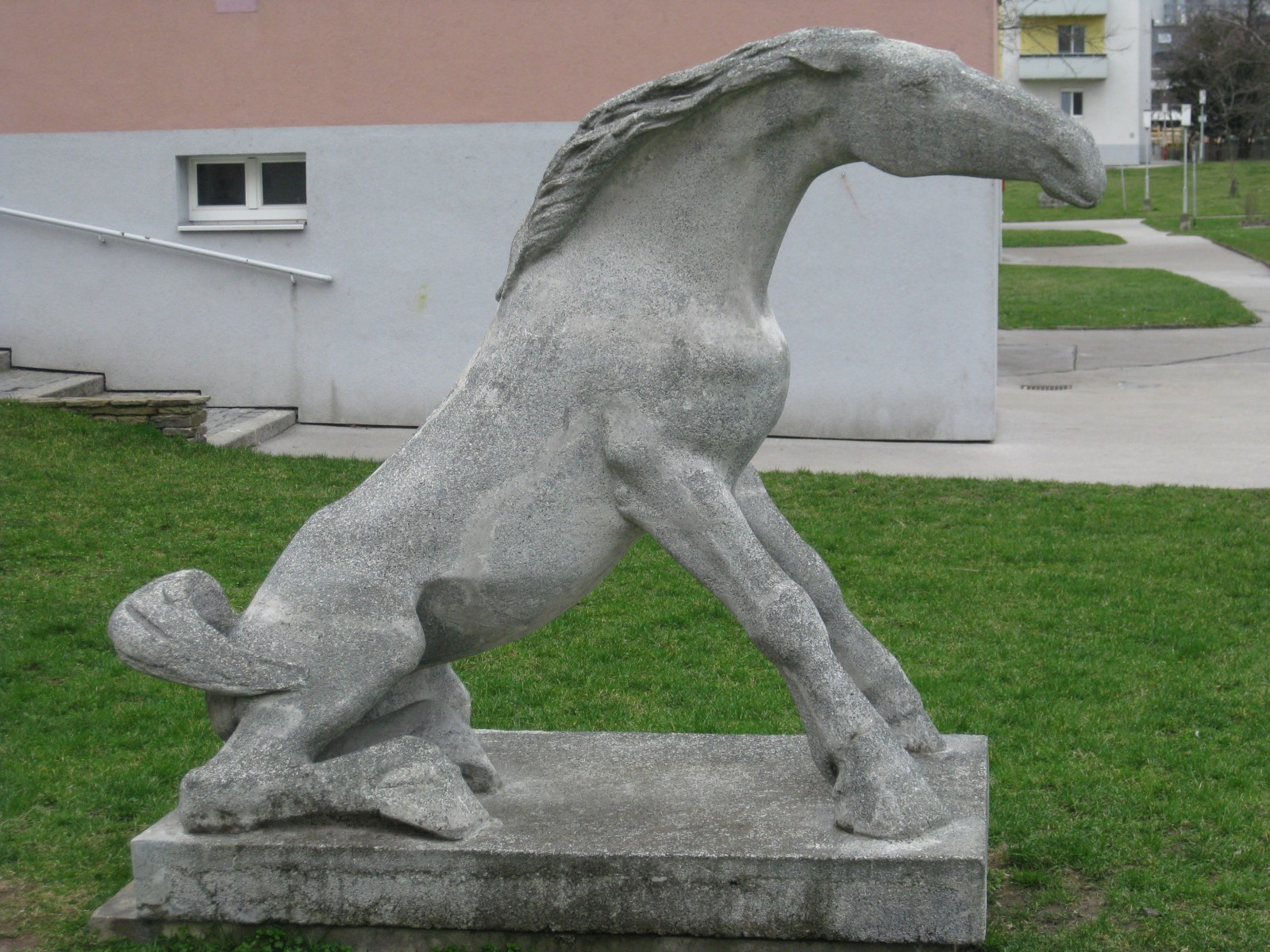
Kůň, Wagramer Strasse, Vídeň, 1961
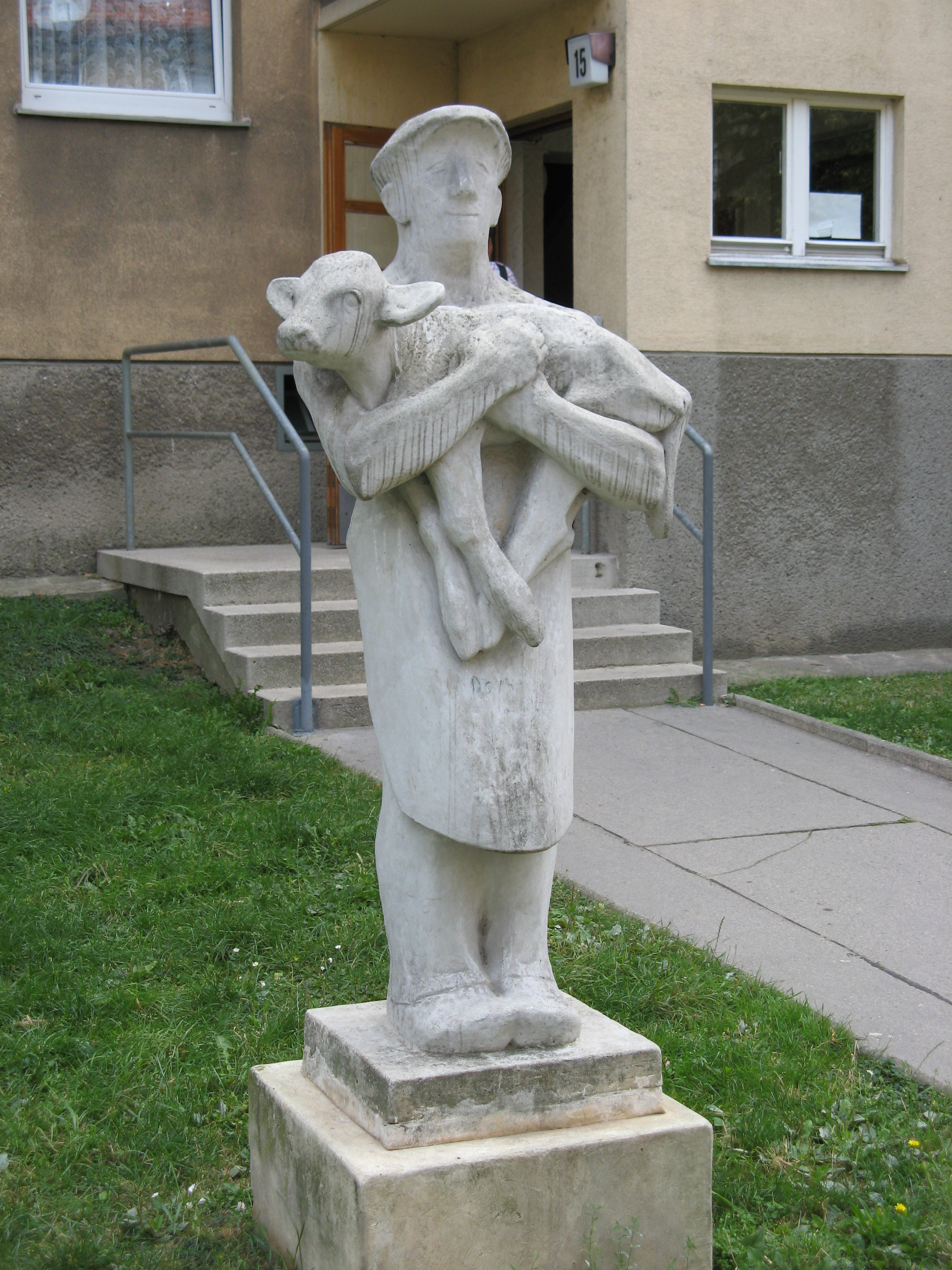
Muž s teletem (1963), Rückergasse 54–58, Vídeň, 1963